# Magdalena Lobnig
Magdalena Lobnig (ur. 19 lipca 1990 w Sankt Veit an der Glan) – austriacka wioślarka.

## Osiągnięcia
- Mistrzostwa Świata Juniorów – Amsterdam 2006 – czwórka podwójna – 3. miejsce[1].
- Mistrzostwa Świata Juniorów – Pekin 2007 – czwórka podwójna – 5. miejsce[1].
- Mistrzostwa Świata Juniorów – Linz 2008 – dwójka podwójna – 2. miejsce[1].
- Mistrzostwa Europy – Ateny 2008 – czwórka podwójna  – 5. miejsce[1].
- Mistrzostwa Świata U-23 – Račice 2009 – dwójka podwójna – 4. miejsce[1].
- World Games 2017 – Wrocław 2017 – open, 2000 m – 3. miejsce[2].